# Pteropexus bicolor
Pteropexus bicolor är en tvåvingeart som beskrevs av Macquart 1846. Pteropexus bicolor ingår i släktet Pteropexus och familjen kulflugor.
Artens utbredningsområde är Colombia. Inga underarter finns listade i Catalogue of Life.